# Sapphirina sali
Sapphirina sali är en kräftdjursart som beskrevs av Farran 1929. Sapphirina sali ingår i släktet Sapphirina och familjen Sapphirinidae. Inga underarter finns listade i Catalogue of Life.